# Hexatoma caesarea
Hexatoma caesarea là một loài ruồi trong họ Limoniidae. Chúng phân bố ở miền Cổ bắc.